# Dayton (Tennessee)
Dayton – miasto w Stanach Zjednoczonych, w stanie Tennessee, siedziba administracyjna hrabstwa Rhea. Według spisu w 2020 roku liczy 7065 mieszkańców. 